# La Póveda de Soria
La Póveda de Soria é um município da Espanha na província de Sória, comunidade autónoma de Castela e Leão, de área 64,30 km² com população de 124 habitantes (2007) e densidade populacional de 1,97 hab/km².

## Demografia
| Variação demográfica do município entre 1991 e 2004 | Variação demográfica do município entre 1991 e 2004 | Variação demográfica do município entre 1991 e 2004 | Variação demográfica do município entre 1991 e 2004 |
| --------------------------------------------------- | --------------------------------------------------- | --------------------------------------------------- | --------------------------------------------------- |
| 1991                                                | 1996                                                | 2001                                                | 2004                                                |
| 143                                                 | 126                                                 | 123                                                 | 126                                                 |